# Альтерман Володимир Ісаакович
Володи́мир І́саакович Альтерма́н (27 березня 1942, Перм, СРСР) — ізраїльський (до 1985 року — український, молдовський) шахіст, міжнародний майстер (1994), майстер спорту СРСР (1967). Чемпіон Молдови 1979 року.

## Біографія
Володимир Альтерман народився у Пермі. З 1944 року проживав у Сімферополі, з 1975 у Кишиневі, а з 1985 року переїхав на постійне проживання у Ізраїль. Працював тренером у Кримському Палаці піонерів та в ДСО «Спартак» (Сімферополь).

Його шаховим тренерами були Є.Чесаков та Юхим Коган.

Виступав за ДСТ «Спартак». Багаторазовий учасник фінальних турнірів Центральної ради ДСТ «Спартак», триразовий їх призер (1972—1974).

Чемпіон Одеси (1964), чемпіон Кримської області (1971), Кишинева (1977).

Учасник півфіналу чемпіонату СРСР 1973 року і фіналу 1967 року (за швейцарською системою).

Брав участь у шести чемпіонатах України (найкращий результат — поділ 4—5 місць у 1969 році).

Багаторазовий учасник чемпіонатів Молдови (1963—1983), чемпіон Молдови 1979 року, срібний призер 1963 та 1978 років.

Учасник двох чемпіонатів Ізраїлю (1986, 1990).

## Турнірні результати

### Результати виступів у чемпіонатах України
Володимир Альтерман зіграв у шести фінальних турнірах чемпіонатів України, набравши загалом 44½ з 77 можливих очок.
| Рік  | Місто            | Турнір                 | + | − | =  | Результат | Місце |
| ---- | ---------------- | ---------------------- | - | - | -- | --------- | ----- |
| 1967 | Київ             | 36-й чемпіонат України | 4 | 1 | 8  | 8 з 13    | 6—16  |
| 1969 | Івано-Франківськ | 38-й чемпіонат України | 5 | 2 | 8  | 9 з 15    | 4—5   |
| 1971 | Донецьк          | 40-й чемпіонат України | 5 | 2 | 6  | 8 з 13    | 8—12  |
| 1974 | Львів            | 43-й чемпіонат України |   |   |    | 7½ з 13   | 11—16 |
| 1975 | Дніпропетровськ  | 44-й чемпіонат України |   |   |    | 6 з 9     | 6—10  |
| 1981 | Ялта             | 50-й чемпіонат України | 1 | 3 | 10 | 6 з 14    | 9—10  |

### Чемпіонати Молдови, СРСР та Ізраїлю
| Рік  | Місто   | Турнір                                  | + | − | = | Результат | Місце |
| ---- | ------- | --------------------------------------- | - | - | - | --------- | ----- |
| 1963 | Кишинів | 20-й чемпіонат Молдови                  |   |   |   | ? з 15    | —3    |
| 1967 | Харків  | 35-й чемпіонат СРСР із шахів            |   |   |   | 6 з 13    | 83—88 |
| 1973 | Воронеж | Півфінал 41-го чемпіонату СРСР із шахів | 5 | 7 | 3 | 6½ з 15   | 12—13 |
| 1978 | Кишинів | 35-й чемпіонат Молдови                  |   |   |   | 8½ з 15   | —3    |
| 1979 | Кишинів | 36-й чемпіонат Молдови                  |   |   |   | 8½ з 11   | Gold  |
| 1980 | Кишинів | 36-й чемпіонат Молдови                  |   |   |   | 9 з 14    | 4—5   |
| 1982 | Кишинів | 39-й чемпіонат Молдови                  |   |   |   | 8 з 15    | 8     |
| 1983 | Кишинів | 40-й чемпіонат Молдови                  |   |   |   | 7 з 13    | 5—11  |
| 1986 |         | 18-й чемпіонат Ізраїлю                  | 4 | 7 | 4 | 6 з 15    | 11—12 |
| 1990 |         | 20-й чемпіонат Ізраїлю                  |   |   |   | ? з ?     | ?     |

### Інші турніри
| Рік  | Місто     | Турнір                    | + | − | =  | Результат | Місце  |
| ---- | --------- | ------------------------- | - | - | -- | --------- | ------ |
| 1969 | Сочі      | Першість ЦР ДСТ «Спартак» | 5 | 3 | 7  | 8½ з 15   | 5—6    |
| 1970 | Фрунзе    | Першість ЦР ДСТ «Спартак» | 4 | 3 | 7  | 7½ з 14   | 6—7    |
| 1972 | Львів     | Першість ЦР ДСТ «Спартак» | 5 | 1 | 9  | 9½ з 15   | Bronze |
| 1973 | Сочі      | Першість ЦР ДСТ «Спартак» | 6 | 0 | 11 | 11½ з 17  | —3     |
| 1974 | Донецьк   | Першість ЦР ДСТ «Спартак» | 9 | 1 | 5  | 11½ з 16  | Silver |
| 1975 | Геленджик | Першість ЦР ДСТ «Спартак» | 2 | 2 | 9  | 6½ з 13   | 6—8    |